# Golska Huta
Golska Huta (niem. Golsches Holland)– wieś w Polsce położona w województwie kujawsko-pomorskim, w powiecie włocławskim, w gminie Lubień Kujawski.
| SIMC    | Nazwa   | Rodzaj    |
| ------- | ------- | --------- |
| 1034774 | Ameryka | część wsi |
| 1034863 | Ciemne  | część wsi |

W latach 1975–1998 miejscowość administracyjnie należała do województwa włocławskiego. Według Narodowego Spisu Powszechnego (III 2011 r.) liczyła 115 mieszkańców. Jest 22. co do wielkości miejscowością gminy Lubień Kujawski.